# Sens de la vie
Cet article concerne le concept du sens de la vie. Pour les Œuvres, voir Le Sens de la vie (homonymie).

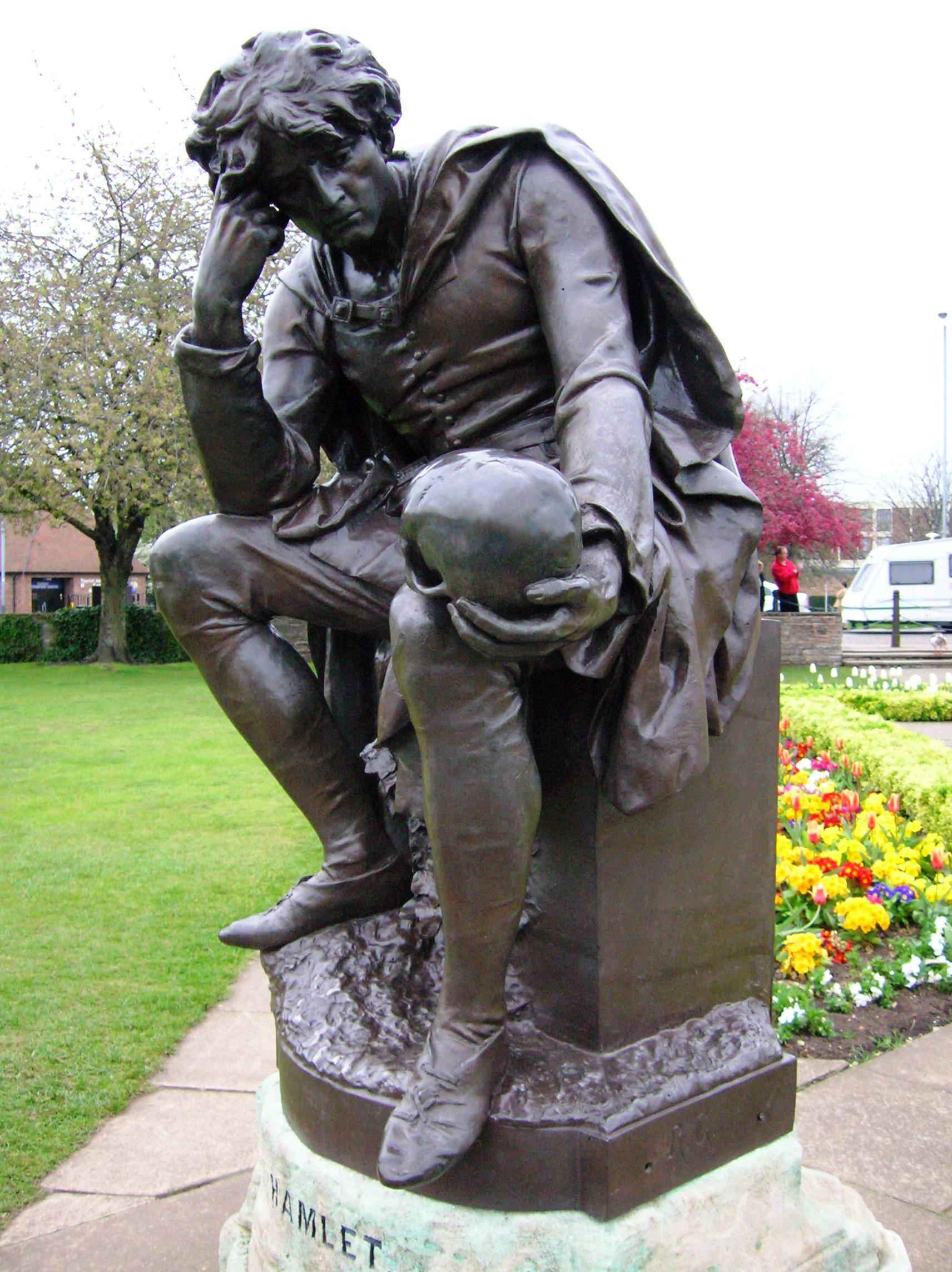
Hamlet contemple un crâne et s'interroge sur le sens de la vie (Sculpture de Lord Ronald Gower, 1888).

Le « sens de la vie », formulée pour la première fois en ces termes par Friedrich Nietzsche à la fin du XIXe siècle, désigne l'interrogation sur l'origine, la nature et la finalité de la vie ou plus généralement de l'existence, en particulier de l'existence humaine. Cette interrogation métaphysique se trouve posée sous la forme d'une série de questions : « qui sommes-nous ? », « d'où venons-nous ? », « où allons-nous ? », « pourquoi sommes-nous ici-bas ? » et cetera. 

« Qui ne s’interroge pas est une bête, car le souci constitutif de toute vie humaine est celui de son sens. »

— Arthur Schopenhauer, Le Monde comme volonté et comme représentation, Auguste Burdeau trad.,1912, p.1081.

« Il n’y a qu’un problème philosophique vraiment sérieux : c’est le suicide. Juger que la vie vaut ou ne vaut pas la peine d’être vécue, c’est répondre à la question fondamentale de la philosophie. Le reste, si le monde a trois dimensions, si l’esprit a neuf ou douze catégories, vient ensuite. Ce sont des jeux ; il faut d’abord répondre. »

— Albert Camus, incipit du Mythe de Sisyphe, 1942.

«  Ô mon âme, n’aspire pas à la vie immortelle, mais épuise le champ du possible.

Μή, φίλα ψυχά, βίον ἀθάνατον,
σπεῦδε, τὰν δ᾽ ἔμπρακτον ἄντλει μαχανάν.  »

— Troisième Pythique, 61 de Pindare, Ve siècle av. J.-C,.
Au cours de l'histoire, de nombreux courants religieux, intellectuels, philosophiques, artistiques ou scientifiques ont traité ces questions, donnant lieu à autant d'approches et de réponses différentes. Le philosophe Jean Grondin en parle comme d'une « pensée essentielle » fondant la philosophie : « Que faisons-nous ici, pourquoi et pour qui sommes-nous là, que devons-nous, que pouvons-nous y faire, que nous est-il permis d’espérer ? ». Selon certains courants, notamment l'existentialisme, le nihilisme, la pensée nietzschéenne ou l'absurde camusien, cette pensée serait même inhérente à l'être humain. Bien qu'elle soit ancienne, le désir de « donner un sens à sa vie », à défaut de le chercher, en est une déclinaison plus récente,.

## Notion de «sens »
Le terme « sens » vient du latin sensus, le « fait de s’apercevoir ou de percevoir », dérivé de sentire, « percevoir par les sens ; saisir par l’intelligence ; juger, avoir une opinion ». Il indique ici la « [s]ignification réelle d’un évènement ou d’un phénomène, qui n’apparaît pas immédiatement, semble masquée ».
La question du sens de la vie se présente comme de facto polysémique : Téléologique : où va-t-elle ? ; Sémiologique : que signifie-t-elle ? ; Axiologique : que vaut-elle ? ; Ontologique : d'où vient-elle ?
Si la religion, puis la philosophie se sont penchées sur cette même question, les réponses qui lui ont été données sont diverses. Jean-Paul Sartre voit en l'homme une « passion inutile », révélant le « néant » que nous sommes. Il rejoint en cela certaines orientations de la philosophie pour lesquelles les questions métaphysiques sont insolubles voire inutiles. Baruch Spinoza, lui, tout en évoquant également son impression que « les occurrences les plus fréquentes de la vie ordinaire sont vaines et futiles », se résout cependant à chercher l'existence d'« un Bien dont la découverte et la possession eussent pour fruit une éternité de joie continue et souveraine ». Entre la certitude du Néant et l'espérance d'un Bien souverain, les thèses les plus variées se sont exprimées.
La science se penche également sur le destin de l'univers et les origines de la vie, mais de façon expérimentale.

## En religion
Si, selon la conviction de nombreuses religions, le corps est le véhicule d'une âme, la réponse de ces religions est que le sens de la vie réside dans la valeur de nos actes dans l'attente d'une forme de « jugement » divin, pouvant se produire après la mort ou à chaque instant de la vie, et déterminant la qualité de la vie après la mort, de la vie éternelle ou de la prochaine réincarnation.
Le scientifique et politique controversé Claude Allègre, dans son ouvrage Dieu face à la science, affirme qu'une approche scientifique aurait des limites face à cette problématique : « Elle joue son rôle lorsqu'elle nous fait rêver en nous racontant le Big Bang, l'origine de la Terre, ou la manière dont l'ADN code le programme génétique. Elle sort par contre de son rôle lorsqu'elle fait croire qu'elle peut avoir, ou aura, une réponse à la grande question : que faisons-nous là au milieu de cet univers de milliards de milliards de galaxies avec notre cerveau, nos cent milliards de neurones perdus dans l'immensité de l'univers ? D'où venons-nous ? L'univers a-t-il un sens ? La science n'a pas de réponses à ces questions mais peut en avoir un jour comme elle ne le pourra pas, c'est juste une question de temps ».

### Selon le judaïsme
Le sens de la vie d'un point de vue individuel est clairement défini dans le Deutéronome : « Et maintenant, ô Israël ! Ce que l'Éternel, ton Dieu, te demande uniquement, c'est de révérer l'Éternel, ton Dieu, de suivre en tout ses voies, de l'aimer, de le servir de tout ton cœur et de toute ton âme, en observant les préceptes et les lois du Seigneur, que je t'impose aujourd'hui, pour devenir heureux »,. 
Dans le judaïsme, le sens de la vie correspond à une marche en avant de l'humanité qui doit emmener l'homme vers la rédemption (Guéoulah en hébreu), ce temps futur où le monde sera témoin d'une entente parfaite entre tous les êtres vivants. Le judaïsme est une philosophie qui considère cette traversée passionnante qu'est l’Histoire comme un passage, un trait d’union entre un paradis, d'abord inconscient puis abandonné (le jardin d'Eden), et un paradis à élaborer de manière consciente et volontaire, et qui sera l'aboutissement de la quête de la liberté (les temps messianiques). Ce passage confronte alors l'être humain à l’impérative rencontre de l’altérité, qui est le vrai sujet de cette initiation qui mène à la liberté, avec comme principe pilier : "tu aimeras ton prochain comme toi-même", tiré du chapitre 18 du Lévitique, (ou en hébreu : Vayiqra  ויקרא, le 3e des 5 livres de la Torah).
La vie est donc une initiation qui nous fait passer de l'état d’objet de Dieu (Adam et Eve avant de consommer le fruit de l'Arbre de la Connaissance du bien et du mal) à l'état de sujet par contrat passé avec Elohim. Ce contrat passé entre les Hommes et Elohim constitue le principe même du Shabbat, qui est réitéré et signé à nouveau chaque semaine.  
Le judaïsme est une religion de « l'utopie réalisante », c'est-à-dire d'une humanité qui avance lentement mais sûrement vers ce temps idéal que sera la Guéoulah ; l'humanité dans sa globalité vit mieux aujourd'hui qu'il y a 100 ans, mieux il y a 100 ans qu'il y a 300 ans...
Le Shabbat, ce moment où on laisse se reposer la terre, les végétaux, les animaux, les êtres humains, est une répétition hebdomadaire et à toute petite échelle de ce que sera la Guéoulah. Le Messie arrivera pour confirmer cet état de fait, d'où cette appellation de « temps messianiques ».

### Selon le christianisme
Selon le point de vue chrétien, l'homme existe pour rencontrer Dieu, par la croyance en la résurrection de Jésus, qui scelle la victoire de la vie sur la mort, et qui est célébrée tout particulièrement le jour de la fête de Pâques.
La vie est considérée, dans le catholicisme, comme un chemin qui doit introduire l'homme dans la béatitude de Dieu. Ainsi, le Catéchisme de l'Église catholique dit dans son premier paragraphe : « Dieu, infiniment Parfait et Bienheureux en Lui-même, dans un dessein de pure bonté, a librement créé l’homme pour le faire participer à sa vie bienheureuse. C’est pourquoi, de tout temps et en tout lieu, Il se fait proche de l’homme. Il l’appelle, l’aide à Le chercher, à Le connaître et à L’aimer de toutes ses forces. Il convoque tous les hommes que le péché a dispersés dans l’unité de sa famille, l’Église. Pour ce faire, Il a envoyé son Fils comme Rédempteur et Sauveur lorsque les temps furent accomplis. En Lui et par Lui, Il appelle les hommes à devenir, dans l’Esprit Saint, ses enfants d’adoption, et donc les héritiers de sa vie bienheureuse ».
Thomas d'Aquin a déjà découvert le bonheur comme but ultime de la vie humaine : « comme on appelle la fin dernière le bonheur, il s’ensuit que le bonheur de l’homme [...] si on le considère dans son essence [...] est quelque chose d’incréé ». Ce bonheur, selon lui, « ne peut exister que dans la vision de l’essence divine même ».
Ignace de Loyola traduit cette inclination de l'homme vers Dieu dans ses Exercices spirituels : « L'homme est créé pour louer, honorer et servir Dieu, notre Seigneur, et, par ce moyen, sauver son âme. Et les autres choses qui sont sur la terre sont créées à cause de l'homme et pour l'aider dans la poursuite de la fin que Dieu lui a marquée en le créant ».
L'encyclique Fides et ratio aborde la question du sens de la vie sous l'angle philosophique et des rapports entre la foi et la raison. Dans cette encyclique, Jean-Paul II rappelle que l'objectif de la philosophie doit être tourné « vers la contemplation de la vérité et la recherche de la fin dernière et du sens de la vie ». Il constate par exemple que « le scientisme considère comme relevant de l'irrationnel ou de l'imaginaire ce qui touche à la question du sens de la vie. ».
Il existe une notion protestante selon laquelle c'est par la grâce, à travers la foi en Dieu, que l'homme est réconcilié avec son créateur (grâce au sacrifice de Jésus-Christ).

### Selon l'Islam
Dans l'Islam, l'homme a été créé par Allâh pour l'adorer de façon exclusive. Ainsi, Allah dit dans le Coran (selon la traduction du sens rapproché) : « Et je n'ai créé les djinns et les hommes que pour qu'ils M'adorent. Je ne cherche pas d'eux une subsistance ; et Je ne veux pas qu'ils me nourrissent. En vérité, c'est Allah qui est le Grand Pourvoyeur, Le Détenteur de la force, l'Inébranlable ». Ibn Kathîr a interprété ce verset en disant : « Le sens de ce verset est qu'Allâh a créé les créatures afin qu'elles L'adorent sans associer. Ceux qui Lui obéissent seront récompensés par les meilleures récompenses, tandis que ceux qui Lui désobéissent subiront de Sa part le pire des châtiments ».
Cette adoration doit être vouée exclusivement à Allâh, et non pas à quelqu'un d'autre parmi Ses créatures, comme un prophète, un saint, le soleil, les vaches… En effet, Allâh dit également (selon la même traduction) : « En effet, il t’a été révélé, ainsi qu’à ceux qui t’ont précédé : "Si tu donnes des associés à Allah, ton œuvre sera certes vaine ; et tu seras très certainement du nombre des perdants. Tout au contraire, adore Allah seul et sois du nombre des reconnaissants" ».

### Selon le bouddhisme et l'hindouisme
Les quatre nobles vérités indiquent ce qu'il est essentiel de savoir pour un bouddhiste. Elles énoncent le problème de l'existence, son diagnostic et le traitement jugé adéquat : 
1. La vérité de la souffrance : toute vie implique la souffrance, l'insatisfaction ;
2. la vérité de l'origine de la souffrance : elle repose dans le désir, les attachements ;
3. la vérité de la cessation de la souffrance : la fin de la souffrance est possible ;
4. la vérité du chemin : le chemin menant à la fin de la souffrance est la voie médiane, qui suit le noble Chemin octuple.

Il n'y est pas fait mention d'âme ou de jugement mais de nirvana, résultant de la fin de la souffrance incarnée (du cycle des incarnations successives).
Dans l'hindouisme, Purushartha est la notion qui désigne le « sens de la vie »,. Elle se décompose en dharma (devoir), artha (prospérité), kama (plaisir) et moksha (libération).

## En philosophie

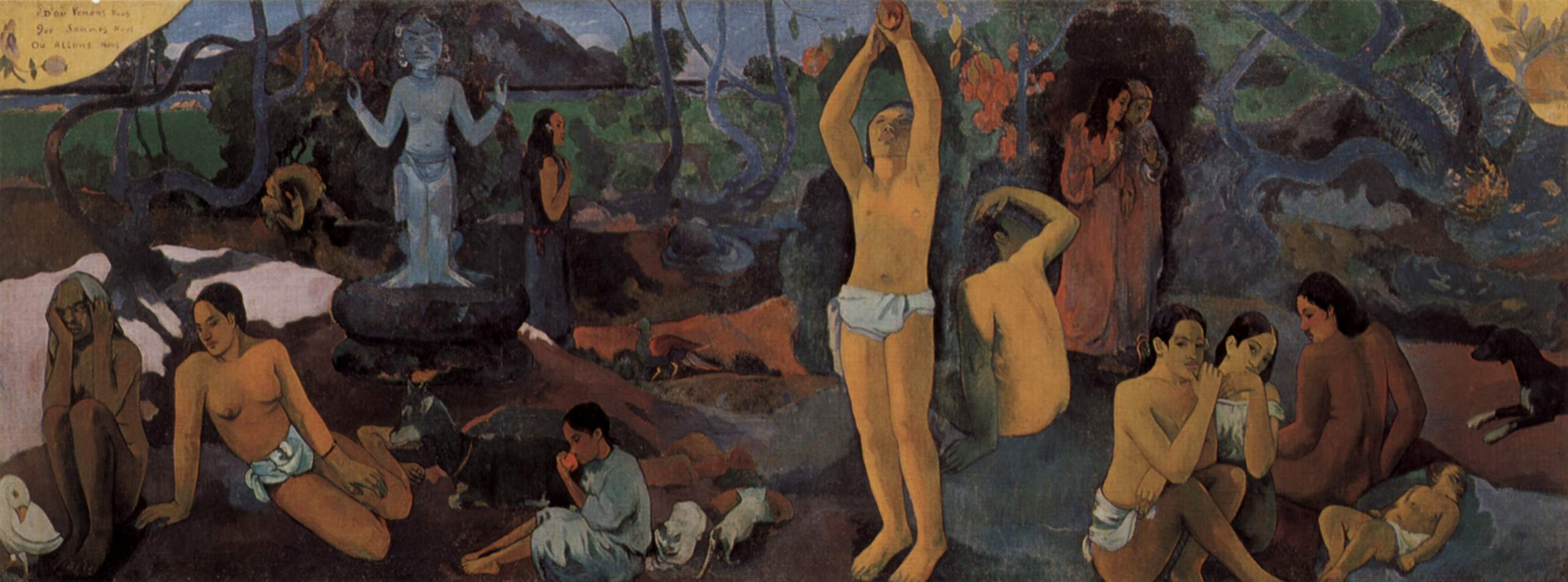
D'où venons-nous ? Que sommes-nous ? Où allons-nous ?, tableau de Paul Gauguin (1897-1898).

Qu'il se questionne ou non, l'homme cherche à procréer, travaille à la protection et l'éducation de sa descendance, veut se sentir utile, cherche à repousser la souffrance et la mort, et à accéder à une existence supérieure (sociale ou religieuse). Mais c'est la conscience de sa mortalité qui le pousserait à se questionner, rendrait l'existence « humaine » et, selon Max Frisch, en ferait même « une aventure ». Selon Jean Grondin, la question du sens se posait peu autrefois, car ce sens « allait de soi », il n'y en avait qu'un, et l'homme devait se « conformer » à des rites dans le passage de la vie terrestre vers un au-delà. Quand ce sens a fini par se perdre, en particulier depuis le siècle des Lumières, la question a pris une acuité nouvelle. Ce questionnement a conduit les philosophes à des réflexions divergentes.

« La vie n'est qu'un fantôme errant, un pauvre comédien qui se pavane et s'agite durant son heure sur la scène et qu'ensuite on n'entend plus ; c'est une histoire dite par un idiot, pleine de bruit et de fureur, et qui ne signifie rien… »

— William Shakespeare, Macbeth, acte V, scène 5.
Avec sa théorie idéaliste des choses universelles et sa théorie des Formes, Platon propose que les objets et les concepts ne sont que des copies d'Idées immatérielles et parfaites, qui existent indépendamment de leur version sur Terre. Selon le Platonisme, le sens de la vie serait d'obtenir la plus haute forme de connaissance, l'Idée du Bien - l'idée d'où dériverait toutes les choses bonnes et utiles.
Au XVIIIe siècle, le mouvement humaniste du siècle des Lumières a pour but de dépasser ce qu'il nomme l'obscurantisme et de promouvoir les connaissances. Ce siècle est marqué par des idées d'égalité entre les Hommes, de liberté et de rationalité. On cherche plus à comprendre le fonctionnement du monde qu'à lui trouver un sens. Cette époque cultive un goût particulièrement prononcé pour les écrits totalisants qui rassemblent l’ensemble des connaissances de leur temps. Cet idéal va trouver sa réalisation dans l'Encyclopédie de Diderot et D’Alembert, publiée entre 1750 et 1770, dont le but était de sortir le peuple d’un type d'ignorance par une diffusion très large de champs de savoirs. De nos jours, Wikipédia suit le même idéal.

### Utilitarisme
Les origines de l'utilitarisme peuvent être tracées jusqu'à Épicure, mais en tant qu'école de pensée, Jeremy Bentham est généralement considéré comme son fondateur. Celui-ci décréta que « la nature a placé l'humanité sous le règne de deux puissants souverains, la douleur et le plaisir ». Le but de n'importe quelle action serait d'augmenter notre plaisir et/ou diminuer notre souffrance. Il dérive de cette constatation que « ce qui est bien est ce qui amène le plus de bonheur à la plus grande quantité de personne possible ». Pour Bentham, le sens de la vie est le « principe du plus grand bonheur ».

### Morale kantienne
La morale kantienne est basée sur le travail éthique du philosophe allemand Emmanuel Kant. Kant est connu pour son éthique déontologique où il y a une seule obligation morale, l'impératif catégorique, dérivé du concept du devoir. Chaque action, pour être éthique, devrait être exécutée selon l'impératif catégorique.
Expliqué simplement, le test qu'une personne devrait faire pour vérifier la qualité d'une action est de l'universaliser (s'imaginer que tout le monde agit de cette manière) et de vérifier si l'action ne devient pas contradictoire. Kant donne l'exemple d'une personne qui voudrait emprunter de l'argent sans avoir l'intention de la repayer. Ceci est une contradiction, car si elle était universelle, plus personne ne prêterait, car personne ne se ferait jamais rembourser. Le mensonge ne pourrait également pas être universalisé, car le concept de vérité n'aurait plus aucun sens. Ces concepts peuvent être utiles pour essayer de définir à ce que nous devrions faire de notre vie.

### Nihilisme
Le nihilisme suggère que la vie n'a pas de sens objectif. Friedrich Nietzsche considère que le sens de la vie ne peut être interprété par l'homme qui fait partie de la vie elle-même. Dans le Crépuscule des idoles, il déclare ainsi : « La valeur de la vie ne saurait être évaluée. Pas par un vivant, car il est partie, et même objet de litige ; pas davantage par un mort, pour une tout autre raison ».
Pour Nietzsche, la vie n'est digne d'être vécue seulement si nous avons des buts à atteindre. Il voyait le nihilisme (« tout ce qui arrive n'a aucun sens ») comme sans but. Il n'exclut pas pour autant la possibilité que l'homme puisse faire quelque chose de sa vie, pour lui donner un sens « Qu’est-ce que le bonheur ? Le sentiment que la force croît, qu’une résistance est surmontée ».

### Existentialisme
Selon l'existentialisme, c'est à chaque personne de définir le sens de sa vie. La vie n'est pas déterminée par un dieu super-naturel et l'Homme est libre.
Pour Albert Camus, pour qui le « sens de la vie » est « la plus pressante des questions », c'est grâce à la révolte et à la conscience de l'absurde que des âmes lucides et entraînées peuvent trouver un sens à leurs jours, et jouir dans cette plénitude ; vivre devient alors une force.

## Dans la culture populaire
Les Monty Python proposent également leur version du sens de la vie dans le film Monty Python : Le Sens de la vie (Monty Python's The Meaning of Life) : ils y comparent l'existence des hommes à celles de poissons dans un aquarium ou un vivier, sans possibilité de recul leur permettant de savoir où ils sont.

« Ma maman disait toujours, la vie c'est comme une boite de chocolats ! Vous ne saurez jamais sur quoi vous allez tomber. »

— Forrest Gump, 1994.
Une interrogation similaire existe dans l'épisode Cinq personnages en quête d'une sortie de la série La Quatrième dimension. L'Ange exterminateur, de Luis Buñuel, pose également la question sous forme allégorique. Dans Le Guide du voyageur galactique de Douglas Adams, la réponse ultime à la question sur le sens de la vie est le nombre 42.